# Lupta pentru veșnicie
Lupta pentru veșnicie (titlul original: The Battle of Forever) este un roman roman științifico-fantastic scris în 1971 de autorul canadian A. E. van Vogt.

## Rezumat
Dispunând de un mare progres biologic, oamenii au delegat conducerea Pământului oamenilor-animal timp de câteva secole. Unul dintre oameni decide să ia contact cu oamenii-animal și va descoperi că aceștia nu sunt altceva decât marionete sub comanda unei rase extraterestre. Va urma o bătălie pentru controlul destinului raselor care populează universul.